# Bacescomysis birsteini
Bacescomysis birsteini är en kräftdjursart som först beskrevs av Mihai Bacescu 1971.  Bacescomysis birsteini ingår i släktet Bacescomysis och familjen Petalophthalmidae. Inga underarter finns listade i Catalogue of Life.